# Liste von Persönlichkeiten der Stadt Bad Lausick
Die Liste von Persönlichkeiten der Stadt Bad Lausick enthält Personen, die in der Geschichte der sächsischen Stadt Bad Lausick (bis 1913: Lausigk) im Landkreis Leipzig eine nachhaltige Rolle gespielt haben. Es handelt sich dabei um Persönlichkeiten, die Ehrenbürger der Stadt gewesen, in Bad Lausick und den heutigen Ortsteilen geboren oder gestorben sind oder hier gewirkt haben.
Für die Persönlichkeiten aus den nach Bad Lausick eingemeindeten Ortschaften siehe auch die entsprechenden Ortsartikel.

## Ehrenbürger
- 22. Januar 1850, Johann Heinrich Müller (* 1805), Maurermeister[1]

## Söhne und Töchter der Stadt
- Friedrich Heinrich Wilhelm von Zollikofer (1737–1798), preußischer Generalmajor
- Karl Friedrich August Fritzsche (1801–1846), Theologe, geboren in Steinbach
- Franz von Fleischer (1801–1878), Botaniker
- Carl Friedrich Fischer (1809–1894), evangelisch-lutherischer Pfarrer und Autor
- Friedrich Küchenmeister (1821–1890), Mediziner und Freimaurer, geboren in Buchheim
- Moritz Erdmann Puffholdt (1827–1890), Stadtmusikdirektor in Dresden
- Paul von Seydewitz (1843–1910), sächsischer Kultusminister, geboren in Lauterbach
- Ernst von Seydewitz (1852–1929), sächsischer Finanzminister, geboren in Lauterbach
- Max von Seydewitz (1857–1921), sächsischer General der Infanterie
- Walther von Witzleben (1865–1949), sächsischer Generalmajor, geboren in Ebersbach
- Herbert Albert (1903–1973), Pianist und Dirigent
- Hannshubert Mahn (1903–1943), Kunsthistoriker
- Friedrich-Horst Schulz (1915–1982), Internist, Gerontologe und Hochschullehrer
- Horst Winkler (1929–1987), pathologischer Physiologe, Anästhesist und Intensivmediziner
- Renate Blaschke-Hellmessen (1931–2022), Mikrobiologin
- Wilfried Meyer (* 1938), Chemiker (Theoretische Chemie, Quantenchemie), war Hochschullehrer an der Johannes Gutenberg-Universität Mainz und der Universität Kaiserslautern
- Monika Reichardt (* 1956), Politikerin (CDU) und Landtagsabgeordnete in Sachsen
- Erik Majetschak (* 2000), Fußballspieler, der beim Bundesligisten RB Leipzig unter Vertrag steht

## Persönlichkeiten, die mit der Stadt in Verbindung stehen
- Heinrich Vogeler (1869–1937), Theaterschauspieler, der in Lausigk sein Debüt hatte und zuletzt Intendant der Vereinigten Oper- und Schauspiel-Bühnen der Stadt Magdeburg war
- Hans Bardtke (1906–1975), lutherischer Theologe, war Pfarrer in Bad Lausick
- Brigitte Tilsner (1918–2002), Politikerin (LDPD), war Vorsitzende des Bezirksvorstandes Leipzig der LDPD und von 1950 bis 1953 Abteilungsleiterin im Rat der Stadt Bad Lausick
- Wolfgang Licht (1938–2019), Schriftsteller, lebte in Bad Lausick
- Andreas Amende (* 1955), Politiker, besuchte in Bad Lausick die Polytechnische Oberschule
- Jörg Engelmann (* 1963), ehemaliger Fußballspieler, spielte für den VfB Leipzig und zuletzt beim FC Bad Lausick